# Pixomondo
Pixomondo ist ein international tätiges, auf visuelle Effekte spezialisiertes Unternehmen. Gegründet wurde es 2001 von seinem ehemaligen Geschäftsführer und Executive Producer Thilo Kuther in Pfungstadt bei Darmstadt. Aktuelle Geschäftsleitung seit 2019 ist Jonathan Slow. Die Pixomondo Studios GmbH & Co. KG hat Stand Januar 2020 weltweit acht Standorte.

## Tätigkeitsbereich
Pixomondo produziert visuelle Effekte für Spielfilme und Fernsehproduktionen wie beispielsweise Game of Thrones, Midway, Hugo Cabret, Fast & Furious Five und The Mandalorian.
Außerdem entwickelt Pixomondo visuelle Medien für Messen und Live Events, Corporate- und Industriefilme, Werbung und Interactive Media sowie Apps. Unternehmen wie Porsche, Mercedes-Benz, Volkswagen, Lufthansa, National Geographic, Nike, Adidas und Manroland zählen zu den Kunden von Pixomondo.

## Geschichte
Das Unternehmen wurde 2001 von Thilo Kuther zunächst als Designstudio gegründet. Kurz darauf wurde das Leistungsspektrum durch die Erstellung von Motion Graphics für Eventmedien sowie von Animationen für Produktfilme und Commercials ergänzt. Ende 2003 arbeiteten 40 VFX-, CGI und Compositing-Spezialisten am ersten Standort in Pfungstadt bei Darmstadt. 2004 folgten mit den Arbeiten an der Dokumentation Atlantropa – Der Traum vom neuen Kontinent die ersten digitalen Visualisierungen für das Fernsehen.
Im Jahr 2005 eröffnete das Unternehmen in Ludwigsburg einen Feature-Film Standort. Dort entstanden als erstes Projekt die visuellen Effekte zum Kinofilm Der Rote Baron.
2005 eröffnete PIXOMONDO ein Studio in London. Im Jahr 2007 wurde der Standort in Frankfurt eröffnet und im Juli 2008 in Los Angeles. Im selben Jahr wurde das Unternehmen von Roland Emmerich mit der Produktion von 100 Composites kompletter CG-Environments für den Film 2012 beauftragt.
2009 folgte auf dem asiatischen Kontinent PIXOMONDO Shanghai und Peking. 2010 wurde der Standort London ausgebaut, die Standorte München und Hamburg kamen hinzu. 2011 kam der Standort Toronto hinzu. Bei Pixomondo sind Stand April 2012 etwa 670 Mitarbeiter beschäftigt.
Für die visuellen Effekte in Martin Scorseses Hugo Cabret erhielten die Pixomondo Mitarbeiter Ben Grossmann (VFX-Supervisor) und Alex Henning (DFX-Supervisor) 2012 den Oscar. Mit 854 Einstellungen, die eine Laufzeit von 62 Minuten im finalen Film haben, erstellte Pixomondo rund 98 Prozent aller visuellen Effekte.
Im Februar 2013 wurde bekanntgegeben, dass die Standorte London und Detroit aus strukturellen Gründen geschlossen werden. Im Mai 2013 musste das Unternehmen aufgrund andauernder Restrukturierungsprozesse und der VFX-Krise den Standort Berlin schließen. Darüber hinaus machte das Unternehmen 2013 Schlagzeilen, als es zahlreiche Honorare von freien Mitarbeitern über mehrere Monate nicht bezahlte und sich einigen Klagen stellen musste.
2019 wurde der neue Standort in Montreal eröffnet, welches der dritte Standort des Unternehmens in Kanada ist. Ebenfalls 2019 trat Thilo Kuther als Geschäftsführer zurück und übergab die Position an Jonathan Slow.
Im Oktober 2022 wurde Pixomondo von Sony Pictures Entertainment übernommen.

## Live Media, Commercials & Corporate Film
Im Bereich „Live Media“ betreut das Unternehmen mehrere Automobilmarken bei den wichtigsten Branchenmessen, wie z. B. der Internationalen Automobil-Ausstellung, dem Genfer Auto-Salon und der North American International Auto Show.
Auch die interaktiven Elemente sowie die nicht interaktive Bespielung in National Geographics Ocean Encounter entstammen der Hand von Pixomondo, ebenso wie die Bespielung der Jurassic World Live Tour sowie Aerosmiths Deuces are Wild.
Das Unternehmen entwickelt zudem interaktive Medienanwendungen für Touchscreens, Smartphones, Tabletcomputer und Microsites.

## Filmografie

### Kinofilme
- 2008: Der Rote Baron
- 2009: Das Vaterspiel
- 2009: Ninja Assassin
- 2009: 2012
- 2010: Percy Jackson – Diebe im Olymp
- 2010: Teufelskicker
- 2010: Iron Man 2
- 2010: The Losers
- 2010: Der Ghostwriter
- 2010: A Nightmare on Elm Street
- 2010: Das A-Team – Der Film
- 2010: Knight and Day
- 2011: Der Zoowärter
- 2011: Sucker Punch
- 2011: Fast & Furious Five
- 2011: The Rite – Das Ritual
- 2011: The Green Hornet
- 2011: Super 8
- 2011:  Green Lantern
- 2011: Melancholia
- 2011: Hugo Cabret
- 2012: Yoko
- 2012: Die Männer der Emden
- 2012: Dark Tide
- 2012: Die Reise zur geheimnisvollen Insel
- 2012: Die Tribute von Panem – The Hunger Games
- 2012: Red Tails
- 2012: Snow White and the Huntsman
- 2012: Breaking Dawn – Biss zum Ende der Nacht, Teil 2
- 2012: The Amazing Spider-Man
- 2012: Der kleine Rabe Socke
- 2012: Zorn der Titanen
- 2013: Stirb langsam – Ein guter Tag zum Sterben
- 2013: Fast & Furious 6
- 2013: Rush – Alles für den Sieg
- 2013: Oblivion
- 2013: Star Trek Into Darkness
- 2013: After Earth
- 2013: Beautiful Creatures – Eine unsterbliche Liebe
- 2013: One Night Surprise
- 2013: Der Medicus
- 2013: Only Lovers Left Alive
- 2014: Pettersson und Findus – Kleiner Quälgeist, große Freundschaft
- 2014: A Most Wanted Man
- 2014: The Breakup Guru
- 2014: Gone with the Bullets
- 2014: Impossible
- 2014: Die Tribute von Panem – Mockingjay Teil 1
- 2015: Fast & Furious 7
- 2015: Der letzte Wolf
- 2015: Zhong Kui: Snow Girl and the Dark Crystal
- 2015: Bridge of Spies – Der Unterhändler
- 2015: Hilfe, ich habe meine Lehrerin geschrumpft
- 2017: Power Rangers
- 2017: Skyhunter
- 2017: Verschwörung
- 2017: Wonder Woman
- 2018: Hilfe, ich habe meine Eltern geschrumpft
- 2018: Gänsehaut 2 – Gruseliges Halloween
- 2019: Child’s Play
- 2019: Die unglaublichen Abenteuer von Bella
- 2019: 4 Zauberhafte Schwestern
- 2019: Die wandernde Erde
- 2019: Iron Sky: The Coming Race
- 2019: Midway – Für die Freiheit
- 2020: Out of Play – Der Weg zurück
- 2020: The Hunt
- 2020: Lassie – Eine abenteuerliche Reise
- 2020: Ich war noch niemals in New York
- 2020: Berlin Alexanderplatz
- 2020: The King of Staten Island
- 2020: Greenland
- 2021: The Water Man
- 2022: Moonfall
- 2023: Der denkwürdige Fall des Mr Poe
- 2023: Ant-Man and the Wasp: Quantumania
- 2023: John Wick: Kapitel 4
- 2023: Ghosted
- 2023: Gran Turismo

### Fernsehfilme
- 2005: Atlantropa – Der Traum vom neuen Kontinent
- 2009: Crashpoint – 90 Minuten bis zum Absturz
- 2009: Vulkan
- 2010: Terra X: Supertiere
- 2011: Hindenburg
- 2012: Terra X: Supertiere 2
- 2013: Helden – Wenn dein Land dich braucht
- 2013: Terra X: Supertiere 3
- 2019: Kim Possible
- 2021: Tom Clancy’s Gnadenlos
- 2022: Roald Dahls Matilda – Das Musical
- 2022: Day Shift
- 2022: Der Spinnenkopf

### Fernsehserien
- 2008: Fringe – Grenzfälle des FBI (Staffel 1, Episoden 1, 3, 5 und 6)
- 2010: Outsourced
- 2010: Undercovers (Episoden 1, 3, 5 und 6)
- 2011: Terra Nova
- 2011: Grimm (Staffel 1, Episoden 1 bis 9)
- 2011: Hawaii Five-0 (Staffel 2, Episoden 1 bis 13)
- 2012: Revolution
- 2012: Go On
- 2012: The Mindy Project
- 2012: Mockingbird Lane
- 2012–2019: Game of Thrones
- 2013: Da Vinci’s Demons
- 2013: Sleepy Hollow
- 2013: Bonnie & Clyde (Miniserie)
- 2014: Marco Polo
- seit 2017: The Orville
- 2017–2024: Star Trek: Discovery
- 2017: Fear the Walking Dead
- 2018: Mysterious Mermaids
- 2019: Carnival Row
- 2019: Die Neue Zeit
- 2019: See – Reich der Blinden
- 2019: The Mandalorian
- 2019: Watchmen
- seit 2019: The Boys
- 2020: Locke & Key
- 2020: Star Trek: Picard
- seit 2020: The Umbrella Academy
- 2020: Raised by Wolves
- seit 2020: Perry Mason
- 2020: The Stand – Das letzte Gefecht
- 2021: Debris
- 2021: Lost in Space – Verschollen zwischen fremden Welten
- 2021: Station 11
- 2022: Winning Time
- 2022: Halo
- 2022: Love & Death
- 2022: Star Trek: Strange New Worlds
- 2022: House of the Dragon
- 2022: Archive 81
- 2022: Upload

## Standorte
Das internationale Studionetzwerk von Pixomondo umfasst Standorte in Europa (Deutschland), Amerika (USA und Kanada) und Asien (China). Alle Standorte sind durch die IT-Pipeline „ITworx 24/7“ vernetzt.
Die aktuellen Standorte sind:
- Los Angeles
- Frankfurt
- Stuttgart
- Beijing
- Toronto
- Shanghai
- Vancouver
- Montreal

## Auszeichnungen

### Awards
- 2017: Alexander Wang & Pepsi Black
  - IDA: International Design Award 2017 Gold in Multimedia / Animation. Director: Aslan Malik

- 2012: Hugo Cabret
  - Oscar 2012 für Beste visuelle Effekte
  - VES Award 2012 für Outstanding Supporting Visual Effects in a Feature Motion Picture[11]
  - International 3D Society Awards 2012 für Live Action 3D Feature/3D Moment of the Year for the Opening Scene / Stereography – Live Action
  - Satellite Award 2012 für Visual Effects

- 2012: Game of Thrones
  - Emmy Award (Creative Arts Emmy) für Outstanding Special Visual Effects (Game of Thrones, Episode „Valar Morghulis“)[12]
  - AEAF Award in der Kategorie TV-Serie für fascinating VFX Work on season two of „Game of Thrones“[13]
  - VES Award für Outstanding Visual Effects in a Broadcast Program, Outstanding Animated Character in a Commercial or Broadcast Program und Outstanding Created Environment in a Commercial or Broadcast Program (Game of Thrones)[14]

- 2013: Game of Thrones
  - Emmy Award (Creative Arts Emmy) für Outstanding Special Visual Effects (Game of Thrones, Episode „Valar Dohaeris“)[15]

### Nominierungen
- 2012: Hugo Cabret
  - BAFTA Film Award 2012 für Special Visual Effects
  - Animago Award für Beste Postproduktion (Game of Thrones, 2. Staffel)